# Brugge, die stille
Brugge, die stille is een Vlaamse film uit 1981, geregisseerd door Roland Verhavert. Het is een verfilming van het boek Bruges-la-Morte van Georges Rodenbach, voor film bewerkt door Théodore Louis en Verhavert.
Stijn Coninx is actief als assistent-regisseur, Robbe De Hert heeft een kleine gastrol als een toeschouwer.
Het betrof de tweede verfilming van het boek. In 1924 werd het reeds door Paul Flon een eerste maal verfilmd als Dans Bruges-la-morte.

## Scenario
Hugues Viane is een burgerlijke, streng opgevoede man van veertig, die in Brugge treurend wandelingen maakt, terugdenkend aan zijn overleden jonge vrouw Blanche. Daar ziet hij de jonge danseres Jeanne Marchal, een danseres die sprekend op zijn gestorven echtgenote lijkt. Hij laat haar wonen in het lege huis van zijn ouders, schenkt haar een halsketting van zijn echtgenote, maar mijdt haar vervolgens met perioden, in die houding gesterkt door het negatief advies van zijn biechtvader en de afkeuring van Rosalie, zijn huishoudster.

## Rolverdeling
| Acteur           | Personage                      |
| ---------------- | ------------------------------ |
| Idwig Stéphane   | Hugues Viane                   |
| Magda Lesage     | Blanche Viane / Jeanne Marchal |
| Chris Boni       | Rosalie                        |
| Herbert Flack    | Biechtvader                    |
| Caroline Vlerick | Bloemenmeisje                  |
| Filip Vervoort   | Danser                         |
| Cécile Fondu     | Danseres                       |